# Gwiezdny kupiec
Gwiezdny Kupiec (ang. Star trader) – gra planszowa wydana w 1982 roku przez firmę SPI (Simulations Publications Inc.), której autorami są Redmond A. Simonsen i Nick Karp. W Polsce grę wydała, bez praw licencyjnych, firma Encore.
Jest to skomplikowana strategia ekonomiczna, jej akcja zlokalizowana jest w dalekiej przyszłości XXIV wieku. Gracze wcielają się we właścicieli międzynarodowych korporacji, którzy  rywalizują na rynkach surowców, handlu, przewozu pasażerów. Mogą również prowadzić nielegalną działalność, jak przemyt i rozbój. W latach 80. i 90. gra zdobyła w Polsce dużą popularność.
Marek Baraniecki napisał do wydania polskiego "fabularną rozbiegówkę", czyli opowiadanie, także pod tytułem "Gwiezdny Kupiec". 